# برتنهل (بيدفوردشير)
برتنهل (بالإنجليزية: Pertenhall)‏ هي قرية وأبرشية مدنية تقع في المملكة المتحدة في إنجلترا.